# Janet Gaynor
Janet Gaynor, geboren als Laura Gainor (Philadelphia, 6 oktober 1906 - Palm Springs, 14 september 1984) was een Amerikaans actrice en tevens de eerste actrice die een Academy Award voor Beste Actrice won.

## Biografie
Gaynor werd geboren in Philadelphia, maar verhuisde als kind naar San Francisco. Janet wist na haar diploma in 1923 dat ze actrice wilde worden. Daarom verhuisde ze naar Los Angeles. Hier werkte ze eerst een tijd in een schoenenwinkel, waar ze 18 dollar per week verdiende. Toch wist ze figurantenrolletjes in onbekende films te scoren. Dit deed ze tot 1926.
In 1926 kreeg Gaynor een hoofdrol in de film The Johnstown Flood en werd dit jaar ook een van de WAMPAS Baby Stars. Door goede kritieken op haar acteerprestaties werd ze al snel opgemerkt door beroemde producenten.
In een korte tijd werd Janet een van de beroemdste mensen van Hollywood en kreeg in 1928 tijdens de eerste uitreiking van de Oscar een Academy Award voor Beste Actrice voor haar rollen in drie films (Seventh Heaven, Sunrise en Street Angel). Dit was de enige keer in de geschiedenis van de Oscar dat een acteur een Oscar kreeg voor meerdere films.
Janet maakte een succesvolle overstap naar de geluidsfilm en werd een nog grotere ster. Ze had haar rollen letterlijk voor het uitzoeken bij Fox Studios. Toen de Fox Studios ging samenwerken met de 20th Century studio's, werd Janet minder populair. Ze werd overschaduwd door actrices zoals Loretta Young en Shirley Temple.
Toch redde de succesvolle film A Star Is Born haar carrière. Ze kreeg zelfs een Oscarnominatie. Toch stopte ze na 1938 met acteren.

## Filmografie
| - 1925 Ben-Hur - 1926 The Blue Eagle - 1926 The Johnstown Flood - 1926 The Midnight Kiss - 1926 The Return of Peter Grimm - 1926 The Shamrock Handicap - 1927 Seventh Heaven - 1927 Sunrise - 1927 Two Girls Wanted - 1928 Four Devils - 1928 Street Angel - 1929 Christina - 1929 Happy Days - 1929 Lucky Star - 1929 Sunny Side Up - 1930 High Society Blues - 1931 Daddy Long Legs - 1931 Delicious - 1931 The Man Who Came Back | - 1931 Merely Mary Ann - 1932 The First Year - 1932 Tess of the Storm Country - 1933 Adorable - 1933 Paddy the Next Best Thing - 1933 State Fair - 1934 Carolina - 1934 Change of Heart - 1934 La Ciudad de Carton - 1934 Servant's Entrance - 1935 The Farmer Takes a Wife - 1935 One More Spring - 1936 Ladies in Love - 1936 Small Town Girl - 1937 A Star Is Born - 1938 Three Loves Has Nancy - 1938 The Young in Heart - 1957 Bernardine |

- Bibsys: 99000085
- Biblioteca Nacional de Chile: 000756993
- Biblioteca Nacional de España: XX1276780
- Bibliothèque nationale de France: cb12320469f (data)
- Catàleg d'autoritats de noms i títols de Catalunya: 981058512661806706
- CiNii: DA12233913
- Gemeinsame Normdatei: 119075482
- International Standard Name Identifier: 0000 0001 2282 2513
- Library of Congress Control Number: n80016844
- MusicBrainz: 56e482a3-d016-4c1d-800e-ef6d98bf5249
- Nationale Bibliotheek van Tsjechië: xx0172252
- Nationale bibliotheek van Australië: 35226877
- Nationale Bibliotheek van Israël: 987007347363505171
- Nationale Bibliotheek van Polen: a0000003250902
- Nederlandse Thesaurus van Auteursnamen: 074917773
- SNAC: w6z89g9h
- Système universitaire de documentation: 077585925
- Trove: 873046
- Virtual International Authority File: 79091406
- WorldCat: E39PBJc7QtQYYjwtVrJxQvXWXd